# Bistum Mouila
Das Bistum Mouila (lateinisch Dioecesis Muilaensis) ist eine in Gabun gelegene römisch-katholische Diözese mit Sitz in Mouila.

## Geschichte
Das Bistum Mouila wurde am 11. Dezember 1958 durch Papst Johannes XXIII. mit der Apostolischen Konstitution Cum sit omnis aus Gebietsabtretungen des Erzbistums Libreville errichtet und diesem als Suffraganbistum unterstellt. Ihr Gebiet umfasste anfangs die Provinzen Haut-Ogooué, Ogooué-Lolo, Ngounié und Nyanga. Am 5. Oktober 1974 gab das Bistum Mouila Teile die Provinzen Haut-Ogooué und Ogooué-Lolo zur Gründung des Bistums Franceville ab.

## Bischöfe von Mouila
- Raymond-Marie-Joseph de La Moureyre CSSp, 1959–1976
- Cyriaque Siméon Obamba, 1976–1992
- Dominique Bonnet CSSp, 1996–2013
- Mathieu Madega Lebouankehan, seit 2013

## Einzelnachweise

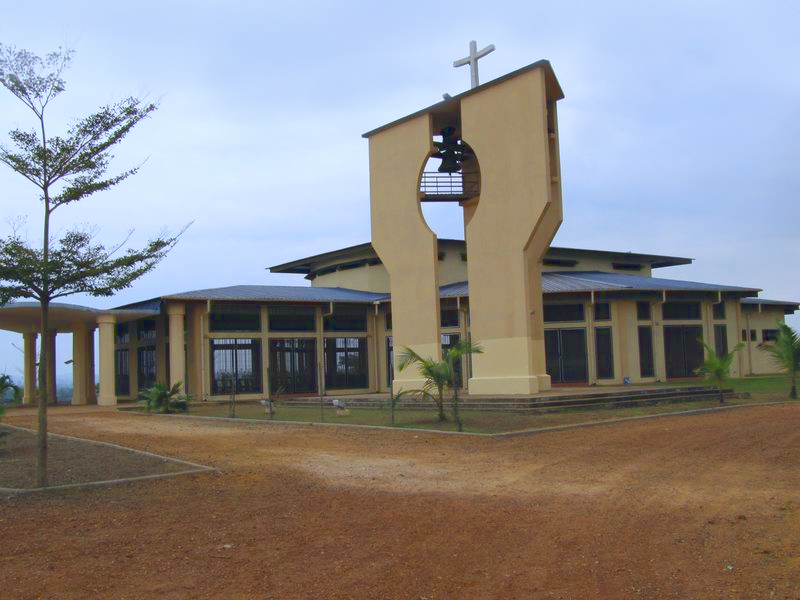
Kathedrale in Mouila